# Beyond Eyes
Beyond Eyes (с англ. — «за полем зрения») — приключенческая компьютерная игра, разработанная студией Tiger & Squid и изданная компанией Team17 в 2015 году. Игра вышла на платформах Xbox One, PlayStation 4 и PC (Microsoft Windows, macOS, Linux).
Игрок управляет слепой девочкой Рэй, которая отправляется в путешествие в поисках своего друга — кота Нани. На экране отображаются только те объекты, которые девочка может почувствовать на данный момент — на ощупь, на слух или на запах; оставшееся пространство залито белым цветом. Ранее обнаруженные объекты остаются на экране — таким образом, по мере прохождения уровня, игрок открывает полную картину.
Игра получила смешанные отзывы критиков. Критики хвалили оригинальную идею и положительно отзывались о графике, однако отмечали, что в игру скучно играть, а потенциал идеи не раскрыт.

## Игровой процесс

Игровой процесс Beyond Eyes. На экране отображается дерево и взлетающие с него птицы, но как только птицы улетают, дерево исчезает из поля зрения, поскольку перестаёт издавать звук

Игра является симулятором ходьбы от третьего лица — поджанром приключенческой компьютерной игры, единственная игровая механика которой — передвижение главного героя — предлагает игроку самостоятельно передвигаться по истории. Главная героиня — слепая девочка, потерявшая зрение в детстве, которая, хотя и не может видеть объекты, помнит, как они выглядят. Изначально она находится посреди белого пространства, однако по мере передвижения по нему, она улавливает звуки, запахи и тактильные ощущения находящихся вокруг объектов, что вызывает в её голове воспоминания, и объекты отображаются на экране игроку в стилизованном виде акварельной живописи. Объекты, опознанные единожды, остаются на экране навсегда — таким образом, по мере прохождения уровня белое пространство на экране заполняется картиной мира.
Некоторые звуки — например, лай собак и гогот воронов — пугают девочку, и игрок не может пройти сквозь них. Некоторые чувства вызывают у героини неверные ассоциации: так, услышав звук мотора, крутящегося вхолостую, и почувствовав запах бензина, она представляет машину, однако подойдя ближе, выясняет, что это была газонокосилка. На одном из уровней льёт ливень, который мешает девочке воспринимать мир на слух и затрудняет ориентацию в пространстве, что передаётся стиранием опознанных объектов с экрана по мере того, как игрок от них отходит.
Сюжет подаётся игроку с помощью текста на экране. Прохождение игры занимает от двух до трёх часов.

## Сюжет
Главная героиня, девочка по имени Рэй (англ. Rae), теряет зрение в результате несчастного случая с фейерверками. Потеряв возможность играть с друзьями, она начинает проводить много времени в одиночестве в саду. Однажды к ней приходит кот с колокольчиком на шее, которого она называет Нани (англ. Nani). Они быстро становятся друзьями. Нани начинает регулярно приходить к девочке в сад, однако с наступлением зимы кот появляется всё реже, а к весне он и вовсе пропадает. Рэй отправляется его искать.
По ходу игры она бродит по городу, представляя, где мог пройти Нани, и отправляясь в соответствующую сторону. На пути она неоднократно встречает кошек, однако быстро понимает, что это не Нани. Со временем она доходит до лужайки со множеством каменных оград. На неё кричит ворона, в результате чего Рэй падает на ограду и выясняет, что она состоит из вертикально стоящих каменных плит.
Девочка понимает, что находится на кладбище. Она слышит знакомый звук колокольчика, однако подойдя ближе обнаруживает не Нани, а его ошейник, висящий на ветке дерева. Девочка начинает плакать, кладёт ошейник на землю, а на ошейник — цветы, и игра заканчивается.

## Разработка и выпуск
Игра была разработана студией Tiger & Squid, основанной норвежским геймдизайнером Шеридой Халатое, при сотрудничестве с компанией Team17. Впервые она была показана прессе на Game Developers Conference 2015. Разработчики пытались собрать средства на разработку игры через площадку Indiegogo, однако им не удалось собрать необходимую сумму в 10 000 евро.
Beyound Eyes была официально анонсирована 15 июня 2015 года на пресс-конференции Microsoft, проводимой в рамках Electronic Entertainment Expo 2015. Изначально игра о слепой девочке была консольным эксклюзивом Microsoft — она должна была выйти для консоли Xbox One и на персональном компьютере летом 2015 года. Игра вышла на Xbox 4 августа, а на ПК — 11 августа.
8 сентября 2015 года игра была также выпущена на PlayStation 4.

## Критика
| Сводный рейтинг | Сводный рейтинг |
| Агрегатор       | Оценка          |
| --------------- | --------------- |
| GameRankings    | 63,19 %         |

Beyond Eyes получила смешанные отзывы критиков. По данным сайта Metacritic, средняя оценка игры составляет 60 баллов из 100 на ПК и Xbox One, а на PS4 равняется 52 баллам из 100. Критики хвалили оригинальную идею и положительно отзывались о графике, однако отмечали, что в игру скучно играть, а потенциал идеи не раскрыт.
Райан Маккеффри из IGN поставил игре 5,5 баллов из 10, назвав сюжет «изнуряюще скучным» и заявив, что у игры был потенциал рассказать по-настоящему трогательную историю, но за редкими моментами этого сделать не удалось, и игра не заставляла его сопереживать героине больше, чем он обычно сочувствует незнакомым слепым людям. Саймон Паркин из Eurogamer называл Beyond Eyes интересным и оригинальным проектом, которому не удалось полноценно развить идеи, на которых он построен, и заявил, что «игру нельзя назвать приятной». Кристофер Бёрд из The Washington Post описал игру как «интересный концепт с привлекательной графикой, который делает слишком мало, чтобы удерживать внимание игрока». Джед Уайтейкер в рецензии для Destructoid оценил игру в 4 балла из 10, написав: «в игре должно быть больше всего — больше истории, больше вариантов действий и больше причин делать их. С таким великолепным графическим стилем и таким уникальным персонажем у Beyond Eyes был шанс стать чем-то совершенно особенным, однако вместо этого она воспринимается так, как будто ты проходишь мимо красивой картины» и посоветовав вместо покупки игры потратить деньги на посещение картинной галереи.